# Star Academy (Magyarország)
A Star Academy (magyarul: Sztár akadémia) egy licencszerződésen alapuló valóságshow-val kombinált zenei tehetségkutató műsor, amely a TV2 csatornáján indult 2016. augusztus 27-én. 2016 májusában jelentették be, hogy elindul a műsor Magyarországon.
2016. augusztus 4-én mutatták be a zsűri tagjait: Vastag Csaba, Keresztes Ildikó, Pásztor Anna és Király Viktor. A műsor napi összefoglalói eleinte 20:40-es kezdéssel voltak láthatóak, később az alacsony nézettség miatt csúsztatták 21:50-re, majd szeptember 30-án végleg levették a műsorról. Ugyanezen a napon a produkció Super TV2-n futó háttérműsorai (Star Academy Warm-Up, Star Academy Backstage) is megszűntek, csak a szombati élő adások maradtak műsoron. Október 15-én bejelentették, hogy a teljes műsor az eredetileg december 17-ére tervezett döntőnél hamarabb, már november közepén véget ér. Attól fogva kettesével estek ki a versenyzők. A műsor győztesének nyereménye 24 millió forint és egy lemezszerződés volt.

## Versenyzők
| – A versenyző, aki továbbjutott                                       |
| – Az versenyző, aki kiesett                                           |
| – A versenyző, aki a veszélyzónába került, de a nézők továbbjuttatták |
| – A versenyző, aki a veszélyzónába került, de a zsűri továbbjuttatta  |

| helyezés | Versenyző        | 1. hét Beköltöző show-k    | 1. hét Beköltöző show-k | 2. hét                    | 3. hét                    | 4. hét                    | 5. hét                    | 6. hét                    | 7. hét                    | 8. hét                    | 9. hét              | 10. hét             | 11. hét             | 12. hét Döntő       |
| helyezés | Versenyző        | aug. 27.                   | aug. 28.                | szept. 3.                 | szept. 10.                | szept. 17.                | szept. 24.                | okt. 1.                   | okt. 8.                   | okt. 15.                  | okt. 22.            | okt. 29.            | nov. 5.             | nov. 12.            |
| -------- | ---------------- | -------------------------- | ----------------------- | ------------------------- | ------------------------- | ------------------------- | ------------------------- | ------------------------- | ------------------------- | ------------------------- | ------------------- | ------------------- | ------------------- | ------------------- |
| 1.       | Szőcs Renáta     | Továbbjutott               | Nem vett részt          | Továbbjutott              | Továbbjutott              | Továbbjutott              | Továbbjutott              | Továbbjutott              | Továbbjutott              | Továbbjutott              | Továbbjutott        | Továbbjutott        | Továbbjutott        | Győztes             |
| 2.       | Hegyi Dávid      | Továbbjutott               | Nem vett részt          | Továbbjutott              | Továbbjutott              | Továbbjutott              | Továbbjutott              | Továbbjutott              | Továbbjutott              | Továbbjutott              | Továbbjutott        | Továbbjutott        | Továbbjutott        | 2. helyezett        |
| 3.       | Pádár Alexandra  | Továbbjutott               | Nem vett részt          | Továbbjutott              | Továbbjutott              | Továbbjutott              | Továbbjutott              | Továbbjutott              | Továbbjutott              | Továbbjutott              | Továbbjutott        | Továbbjutott        | Továbbjutott        | 3. helyezett        |
| 4.       | Kertész Iván     | Továbbjutott               | Nem vett részt          | Továbbjutott              | Továbbjutott              | Továbbjutott              | Továbbjutott              | Továbbjutott              | Továbbjutott              | Továbbjutott              | Továbbjutott        | Továbbjutott        | Továbbjutott        | 4. helyezett        |
| 5.       | Gór-Nagy Erika   | Nem vett részt             | Továbbjutott            | Továbbjutott              | Veszélyzónás (zsűri)      | Továbbjutott              | Továbbjutott              | Továbbjutott              | Továbbjutott              | Továbbjutott              | Továbbjutott        | Továbbjutott        | Kiesett             | Kiesett a 11. héten |
| 6.       | Illés Adrián     | Nem vett részt             | Továbbjutott            | Továbbjutott              | Továbbjutott              | Veszélyzónás (versenyzők) | Továbbjutott              | Továbbjutott              | Továbbjutott              | Továbbjutott              | Továbbjutott        | Továbbjutott        | Kiesett             | Kiesett a 11. héten |
| 7.       | Balog Brigi      | Nem vett részt             | Továbbjutott            | Továbbjutott              | Továbbjutott              | Veszélyzónás (zsűri)      | Továbbjutott              | Továbbjutott              | Továbbjutott              | Veszélyzónás (versenyzők) | Továbbjutott        | Kiesett             | Kiesett a 10. héten | Kiesett a 10. héten |
| 8.       | Kelemen Laci     | Kiesett                    | Nem vett részt          | Nézők visszaszavazták     | Veszélyzónás (versenyzők) | Továbbjutott              | Továbbjutott              | Veszélyzónás (versenyzők) | Veszélyzónás (produkció)  | Továbbjutott              | Továbbjutott        | Kiesett             | Kiesett a 10. héten | Kiesett a 10. héten |
| 9.       | Fazekas Eszter   | Továbbjutott               | Nem vett részt          | Továbbjutott              | Továbbjutott              | Továbbjutott              | Veszélyzónás (produkció)  | Továbbjutott              | Továbbjutott              | Továbbjutott              | Kiesett             | Kiesett a 9. héten  | Kiesett a 9. héten  | Kiesett a 9. héten  |
| 10.      | Bene Barbara     | Nem vett részt             | Továbbjutott            | Továbbjutott              | Továbbjutott              | Továbbjutott              | Továbbjutott              | Veszélyzónás (zsűri)      | Veszélyzónás (zsűri)      | Veszélyzónás (produkció)  | Kiesett             | Kiesett a 9. héten  | Kiesett a 9. héten  | Kiesett a 9. héten  |
| 11.      | Jecsmenik Arnold | Nem vett részt             | Továbbjutott            | Továbbjutott              | Továbbjutott              | Továbbjutott              | Továbbjutott              | Továbbjutott              | Továbbjutott              | Veszélyzónás (zsűri)      | Kiesett a 8. héten  | Kiesett a 8. héten  | Kiesett a 8. héten  | Kiesett a 8. héten  |
| 12.      | Budavári Zita    | Nem vett részt             | Továbbjutott            | Továbbjutott              | Továbbjutott              | Továbbjutott              | Továbbjutott              | Továbbjutott              | Veszélyzónás (versenyzők) | Kiesett a 7. héten        | Kiesett a 7. héten  | Kiesett a 7. héten  | Kiesett a 7. héten  | Kiesett a 7. héten  |
| 13.      | Ossó Balázs      | A 2. adásban jutott tovább | Továbbjutott            | Továbbjutott              | Továbbjutott              | Továbbjutott              | Veszélyzónás (versenyzők) | Veszélyzónás (produkció)  | Kiesett a 6. héten        | Kiesett a 6. héten        | Kiesett a 6. héten  | Kiesett a 6. héten  | Kiesett a 6. héten  | Kiesett a 6. héten  |
| 14.      | Streiffert Hanna | Nem vett részt             | Továbbjutott            | Veszélyzónás (zsűri)      | Továbbjutott              | Továbbjutott              | Veszélyzónás (zsűri)      | Kiesett az 5. héten       | Kiesett az 5. héten       | Kiesett az 5. héten       | Kiesett az 5. héten | Kiesett az 5. héten | Kiesett az 5. héten | Kiesett az 5. héten |
| 15.      | Szűcs Randy      | A 2. adásban jutott tovább | Továbbjutott            | Veszélyzónás (produkció)  | Továbbjutott              | Veszélyzónás (produkció)  | Kiesett a 4. héten        | Kiesett a 4. héten        | Kiesett a 4. héten        | Kiesett a 4. héten        | Kiesett a 4. héten  | Kiesett a 4. héten  | Kiesett a 4. héten  | Kiesett a 4. héten  |
| 16.      | Libor Laura      | Nem vett részt             | Továbbjutott            | Továbbjutott              | Veszélyzónás (produkció)  | Kiesett a 3. héten        | Kiesett a 3. héten        | Kiesett a 3. héten        | Kiesett a 3. héten        | Kiesett a 3. héten        | Kiesett a 3. héten  | Kiesett a 3. héten  | Kiesett a 3. héten  | Kiesett a 3. héten  |
| 17.      | Kátai Lilla      | Továbbjutott               | Nem vett részt          | Veszélyzónás (versenyzők) | Kiesett a 2. héten        | Kiesett a 2. héten        | Kiesett a 2. héten        | Kiesett a 2. héten        | Kiesett a 2. héten        | Kiesett a 2. héten        | Kiesett a 2. héten  | Kiesett a 2. héten  | Kiesett a 2. héten  | Kiesett a 2. héten  |
| 18.      | Kenéz Gábriel    | Kiesett                    | Nem vett részt          | Kiesett az 1. héten       | Kiesett az 1. héten       | Kiesett az 1. héten       | Kiesett az 1. héten       | Kiesett az 1. héten       | Kiesett az 1. héten       | Kiesett az 1. héten       | Kiesett az 1. héten | Kiesett az 1. héten | Kiesett az 1. héten | Kiesett az 1. héten |
| 19.      | Kovács Szabolcs  | Nem vett részt             | Kiesett                 | Kiesett az 1. héten       | Kiesett az 1. héten       | Kiesett az 1. héten       | Kiesett az 1. héten       | Kiesett az 1. héten       | Kiesett az 1. héten       | Kiesett az 1. héten       | Kiesett az 1. héten | Kiesett az 1. héten | Kiesett az 1. héten | Kiesett az 1. héten |
| 20.      | Rözge Maxim      | Nem vett részt             | Kiesett                 | Kiesett az 1. héten       | Kiesett az 1. héten       | Kiesett az 1. héten       | Kiesett az 1. héten       | Kiesett az 1. héten       | Kiesett az 1. héten       | Kiesett az 1. héten       | Kiesett az 1. héten | Kiesett az 1. héten | Kiesett az 1. héten | Kiesett az 1. héten |

## Adások

### Első hét

#### Első adás (augusztus 27.)
Az első héten került sor a két beköltőző show-ra, ahol négyen nem jutottak tovább.
| – A versenyző, aki átkerült a második beköltőző showba és onnan tovább jutott |
| – A versenyző, aki kiesett                                                    |

- Extra produkció: a Star Academy zsűrije – I Love Rock and Roll (Joan Jett & the Blackhearts)

| Sorrend | Versenyző       | Dal                        | Zsűri            | Zsűri        | Zsűri         | Zsűri        | Nézők | Össz. | Eredmény     |
| Sorrend | Versenyző       | Dal                        | Keresztes Ildikó | Vastag Csaba | Király Viktor | Pásztor Anna | Nézők | Össz. | Eredmény     |
| ------- | --------------- | -------------------------- | ---------------- | ------------ | ------------- | ------------ | ----- | ----- | ------------ |
| 1.      | Kertész Iván    | When I Find Love Again     | 22               | 22           | 23            | 22           | 70    | 159   | Továbbjutott |
| 2.      | Fazekas Eszter  | All Of Me                  | 25               | 23           | 24            | 22           | 85    | 179   | Továbbjutott |
| 3.      | Kelemen Laci    | Cheating                   | 20               | 18           | 18            | 22           | 31    | 109   | Kiesett      |
| 4.      | Kenéz Gábriel   | Shut Up And Dance          | 15               | 20           | 19            | 20           | 47    | 121   | Kiesett      |
| 5.      | Kátai Lilla     | Ha legközelebb látlak      | 22               | 21           | 22            | 20           | 65    | 150   | Továbbjutott |
| 6.      | Hegyi Dávid     | Angel                      | 25               | 24           | 24            | 22           | 87    | 182   | Továbbjutott |
| 7.      | Szűcs Randy     | Még mindig rólad írok dalt | 17               | 18           | 19            | 18           | 59    | 131   | Továbbjutott |
| 8.      | Pádár Alexandra | Son Of A Preacher Man      | 25               | 24           | 25            | 24           | 77    | 175   | Továbbjutott |
| 9.      | Ossó Balázs     | Nem érinthet meg           | 18               | 19           | 21            | 24           | 59    | 141   | Továbbjutott |
| 10.     | Szőcs Renáta    | Egyszer                    | 23               | 24           | 25            | 22           | 85    | 179   | Továbbjutott |

- Extra produkció: Freddie – Élj együtt a zenével

#### Második adás (augusztus 28.)
| – A versenyző, aki kiesett |

| Sorrend | Versenyző        | Dal                             | Zsűri            | Zsűri        | Zsűri         | Zsűri        | Nézők | Össz. | Eredmény     |
| Sorrend | Versenyző        | Dal                             | Keresztes Ildikó | Vastag Csaba | Király Viktor | Pásztor Anna | Nézők | Össz. | Eredmény     |
| ------- | ---------------- | ------------------------------- | ---------------- | ------------ | ------------- | ------------ | ----- | ----- | ------------ |
| 1.      | Jecsmenik Arnold | Man In The Mirror               | 25               | 24           | 24            | 25           | 56    | 154   | Továbbjutott |
| 2.      | Gór-Nagy Erika   | Cheap Thrills                   | 18               | 19           | 22            | 21           | 63    | 143   | Továbbjutott |
| 3.      | Budavári Zita    | Eső                             | 22               | 21           | 24            | 20           | 81    | 168   | Továbbjutott |
| 4.      | Rözge Maxim      | Bitter Sweet Symphony           | 24               | 23           | 22            | 22           | 14    | 105   | Kiesett      |
| 5.      | Libor Laura      | Ezt egy életen át kell játszani | 18               | 18           | 18            | 20           | 59    | 133   | Továbbjutott |
| 6.      | Kovács Szabolcs  | Flashlight                      | 10               | 14           | 15            | 18           | 56    | 113   | Kiesett      |
| 7.      | Bene Barbara     | S&M                             | 25               | 24           | 24            | 23           | 63    | 159   | Továbbjutott |
| 8.      | Streiffert Hanna | Price Tag                       | 19               | 14           | 22            | 18           | 80    | 153   | Továbbjutott |
| 9.      | Illés Adrián     | Rakpart                         | 25               | 24           | 24            | 22           | 82    | 177   | Továbbjutott |
| 10.     | Balog Brigi      | Most élsz (Rúzsa Magdi verzió)  | 25               | 25           | 25            | 25           | 88    | 188   | Továbbjutott |

### Második hét (szeptember 3.)
Innentől három veszélyzónás van. Egyet a játékosok, egyet a zsűri választ ki. A harmadik veszélyzónás pedig az, aki a legkevesebb pontot kapta.
A három versenyzőnek színpadra kell állnia. Egyet a nézők, egyet pedig a zsűri juttat tovább.
- Az adás tematikája: Tehetségkutatókban feltűnt énekesek dalai

Veszélyzónások:
- Kátai Lilla - A versenyzők juttatták ide
- Streiffert Hanna - A zsűri juttatta ide
- Szűcs Randy - Legkevesebb pontja volt

A legtöbb pontot szerző versenyző a következő héten védettséget élvez.
| – A versenyző, aki a következő héten védettséget élvez |
| – A versenyző, aki veszélyzónába került                |

| Sorrend                 | Versenyző        | Dal                                   | Zsűri            | Zsűri        | Zsűri         | Zsűri        | Nézők | Össz. | Eredmény             |
| Sorrend                 | Versenyző        | Dal                                   | Keresztes Ildikó | Vastag Csaba | Király Viktor | Pásztor Anna | Nézők | Össz. | Eredmény             |
| ----------------------- | ---------------- | ------------------------------------- | ---------------- | ------------ | ------------- | ------------ | ----- | ----- | -------------------- |
| 1.                      | Jecsmenik Arnold | You’re Nobody ’Til Somebody Loves You | 22               | 18           | 17            | 20           | 55    | 132   | Továbbjutott         |
| 2.                      | Fazekas Eszter   | Könnyek az esőben                     | 21               | 22           | 21            | 22           | 85    | 171   | Továbbjutott         |
| 3.                      | Szűcs Randy      | What Makes You Beautiful              | 17               | 17           | 16            | 18           | 62    | 130   | Veszélyzónába került |
| 4.                      | Balog Brigi      | Úgy fáj                               | 20               | 22           | 21            | 22           | 82    | 167   | Továbbjutott         |
| 5.                      | Kertész Iván     | Lásd a csodát                         | 20               | 23           | 21            | 24           | 87    | 175   | Továbbjutott         |
| 6.                      | Gór-Nagy Erika   | Call Me Maybe                         | 22               | 22           | 23            | 23           | 56    | 146   | Továbbjutott         |
| 7.                      | Bene Barbara     | Stronger                              | 18               | 19           | 18            | 22           | 64    | 141   | Továbbjutott         |
| 8.                      | Libor Laura      | Baby                                  | 20               | 21           | 21            | 21           | 69    | 152   | Továbbjutott         |
| 9.                      | Budavári Zita    | Édes kis suttogás                     | 18               | 23           | 19            | 20           | 78    | 158   | Továbbjutott         |
| 10.                     | Ossó Balázs      | Troublemaker                          | 22               | 23           | 24            | 24           | 78    | 171   | Továbbjutott         |
| 11.                     | Szőcs Renáta     | One Night Only                        | 24               | 25           | 24            | 25           | 90    | 188   | Továbbjutott         |
| 12.                     | Illés Adrián     | Szőkével álmodtam                     | 23               | 23           | 19            | 20           | 76    | 161   | Továbbjutott         |
| 13.                     | Pádár Alexandra  | I Hope                                | 22               | 23           | 24            | 23           | 72    | 164   | Továbbjutott         |
| 14.                     | Hegyi Dávid      | Whataya Want From Me                  | 25               | 25           | 25            | 24           | 77    | 176   | Továbbjutott         |
| Veszélyzónás produkciók |                  |                                       |                  |              |               |              |       |       |                      |
| 15.                     | Kátai Lilla      | Jump                                  |                  |              |               |              |       |       | Kiesett              |
| 16.                     | Streiffert Hanna | Hagylak menni                         |                  |              |               |              |       |       | Továbbjutott         |
| 17.                     | Szűcs Randy      | Love Yourself                         |                  |              |               |              |       |       | Továbbjutott         |

| – A versenyző, akit a nézők juttatták tovább |
| – A versenyző, akit a zsűri juttatta tovább  |
| – A versenyző, aki kiesett                   |

Az adás előtti héten szavazni lehetett, hogy a beköltőző showban kiesett, négy személy közül ki költözhet az akadémiába. A nézők Kelemen Lacira szavaztak, így ő a 3. adás végén beköltözhetett az akadémiára.

### Harmadik hét (szeptember 10.)
- Az adás tematikája: A versenyzők zenei példaképének egy dala

Veszélyzónások:
- Kelemen Laci - A versenyzők juttatták ide
- Gór-Nagy Erika - A zsűri juttatta ide
- Libor Laura - Legkevesebb pontja volt

| – A versenyző, aki a következő héten védettséget élvez |
| – A versenyző, aki veszélyzónába került                |

| Sorrend                 | Versenyző        | Dal                                        | Zsűri            | Zsűri        | Zsűri         | Zsűri        | Nézők | Össz. | Eredmény             |
| Sorrend                 | Versenyző        | Dal                                        | Keresztes Ildikó | Vastag Csaba | Király Viktor | Pásztor Anna | Nézők | Össz. | Eredmény             |
| ----------------------- | ---------------- | ------------------------------------------ | ---------------- | ------------ | ------------- | ------------ | ----- | ----- | -------------------- |
| 1.                      | Szűcs Randy      | Livin’ La Vida Loca                        | 20               | 22           | 23            | 20           | 61    | 146   | Továbbjutott         |
| 2.                      | Budavári Zita    | If I Ain’t Got You                         | 20               | 20           | 19            | 22           | 64    | 145   | Továbbjutott         |
| 3.                      | Jecsmenik Arnold | Running Out Of Time                        | 19               | 20           | 20            | 23           | 65    | 147   | Továbbjutott         |
| 4.                      | Bene Barbara     | Send My Love (To Your New Lover)           | 22               | 23           | 23            | 24           | 67    | 155   | Továbbjutott         |
| 5.                      | Balog Brigi      | Crazy In Love                              | 22               | 22           | 21            | 22           | 57    | 144   | Továbbjutott         |
| 6.                      | Streiffert Hanna | Szeress úgy is, ha rossz vagyok            | 18               | 20           | 22            | 22           | 72    | 154   | Továbbjutott         |
| 7.                      | Ossó Balázs      | They Don’t Care About Us/You Are Not Alone | 20               | 21           | 22            | 22           | 81    | 166   | Továbbjutott         |
| 8.                      | Fazekas Eszter   | One Moment In Time                         | 20               | 22           | 21            | 23           | 80    | 166   | Továbbjutott         |
| 9.                      | Libor Laura      | Simply The Best                            | 15               | 16           | 16            | 18           | 36    | 101   | Veszélyzónába került |
| 10.                     | Szőcs Renáta     | Candyman                                   | 24               | 25           | 24            | 24           | 93    | 190   | Továbbjutott         |
| 11.                     | Illés Adrián     | Altass el                                  | 23               | 24           | 21            | 23           | 64    | 155   | Továbbjutott         |
| 12.                     | Hegyi Dávid      | Freedom                                    | 23               | 24           | 24            | 23           | 65    | 160   | Továbbjutott         |
| 13.                     | Pádár Alexandra  | You Know I’m No Good                       | 24               | 24           | 25            | 24           | 73    | 170   | Továbbjutott         |
| 14.                     | Kertész Iván     | Budapest                                   | 25               | 25           | 25            | 25           | 85    | 185   | Továbbjutott         |
| Veszélyzónás produkciók |                  |                                            |                  |              |               |              |       |       |                      |
| 15.                     | Gór-Nagy Erika   | Paparazzi                                  |                  |              |               |              |       |       | Továbbjutott         |
| 16.                     | Kelemen Laci     | Lélekdonor                                 |                  |              |               |              |       |       | Továbbjutott         |
| 17.                     | Libor Laura      | Nem leszek a játékszered                   |                  |              |               |              |       |       | Kiesett              |

| – A versenyző, akit a nézők juttatták tovább |
| – A versenyző, akit a zsűri juttatta tovább  |
| – A versenyző, aki kiesett                   |

### Negyedik hét (szeptember 17.)
- Az adás tematikája: Szerelmes dalok

Veszélyzónások:
- Illés Adrián - A versenyzők juttatták ide
- Balog Brigi - A zsűri juttatta ide
- Szűcs Randy - Legkevesebb pontja volt

| – A versenyző, aki a következő héten védettséget élvez |
| – A versenyző, aki veszélyzónába került                |

| Sorrend                 | Versenyző        | Dal                       | Zsűri            | Zsűri        | Zsűri         | Zsűri        | Nézők | Össz. | Eredmény             |
| Sorrend                 | Versenyző        | Dal                       | Keresztes Ildikó | Vastag Csaba | Király Viktor | Pásztor Anna | Nézők | Össz. | Eredmény             |
| ----------------------- | ---------------- | ------------------------- | ---------------- | ------------ | ------------- | ------------ | ----- | ----- | -------------------- |
| 1.                      | Hegyi Dávid      | Darabokra törted a szívem | 23               | 23           | 19            | 21           | 63    | 149   | Továbbjutott         |
| 2.                      | Budavári Zita    | American Pie              | 19               | 21           | 22            | 22           | 54    | 138   | Továbbjutott         |
| 3.                      | Ossó Balázs      | Stiches                   | 20               | 21           | 22            | 20           | 66    | 149   | Továbbjutott         |
| 4.                      | Fazekas Eszter   | Love Me Like You Do       | 22               | 19           | 19            | 22           | 56    | 138   | Továbbjutott         |
| 5.                      | Streiffert Hanna | Beautiful Life            | 18               | 19           | 20            | 20           | 74    | 151   | Továbbjutott         |
| 6.                      | Kertész Iván     | Reality                   | 24               | 24           | 24            | 24           | 90    | 186   | Továbbjutott         |
| 7.                      | Pádár Alexandra  | If I Could Turn Back Time | 25               | 25           | 25            | 25           | 76    | 176   | Továbbjutott         |
| 8.                      | Bene Barbara     | True Love                 | 25               | 24           | 24            | 24           | 67    | 164   | Továbbjutott         |
| 9.                      | Szűcs Randy      | Grenade                   | 20               | 19           | 18            | 20           | 54    | 131   | Veszélyzónába került |
| 10.                     | Szőcs Renáta     | I Will Love Again         | 24               | 24           | 22            | 22           | 85    | 177   | Továbbjutott         |
| 11.                     | Jecsmenik Arnold | Hol van az a lány         | 23               | 23           | 23            | 24           | 79    | 172   | Továbbjutott         |
| 12.                     | Gór-Nagy Erika   | Rather Be                 | 23               | 25           | 25            | 25           | 77    | 175   | Továbbjutott         |
| 13.                     | Kelemen Laci     | Always On My Mind         | 25               | 24           | 25            | 24           | 80    | 178   | Továbbjutott         |
| Veszélyzónás produkciók |                  |                           |                  |              |               |              |       |       |                      |
| 14.                     | Illés Adrián     | Nika Se Perimeno          |                  |              |               |              |       |       | Továbbjutott         |
| 15.                     | Balog Brigi      | Tépj szét!                |                  |              |               |              |       |       | Továbbjutott         |
| 16.                     | Szűcs Randy      | Glad You Came             |                  |              |               |              |       |       | Kiesett              |

| – A versenyző, akit a nézők juttatták tovább |
| – A versenyző, akit a zsűri juttatta tovább  |
| – A versenyző, aki kiesett                   |

### Ötödik hét (szeptember 24.)
- Az adás tematikája: Örökzöld slágerek

Veszélyzónások:
- Ossó Balázs - A versenyzők juttatták ide
- Streiffert Hanna - A zsűri juttatta ide
- Fazekas Eszter - Legkevesebb pontja volt

| – A versenyző, aki a következő héten védettséget élvez |
| – A versenyző, aki veszélyzónába került                |

| Sorrend                 | Versenyző        | Dal                         | Zsűri            | Zsűri        | Zsűri         | Zsűri        | Nézők | Össz. | Eredmény             |
| Sorrend                 | Versenyző        | Dal                         | Keresztes Ildikó | Vastag Csaba | Király Viktor | Pásztor Anna | Nézők | Össz. | Eredmény             |
| ----------------------- | ---------------- | --------------------------- | ---------------- | ------------ | ------------- | ------------ | ----- | ----- | -------------------- |
| 1.                      | Gór-Nagy Erika   | Meghalok, hogyha rám nézel  | 25               | 25           | 25            | 25           | 72    | 172   | Továbbjutott         |
| 2.                      | Illés Adrián     | I’m Yours                   | 24               | 24           | 23            | 23           | 76    | 170   | Továbbjutott         |
| 3.                      | Bene Barbara     | I Will Survive              | 24               | 23           | 23            | 24           | 70    | 164   | Továbbjutott         |
| 4.                      | Budavári Zita    | A zene az kell              | 23               | 24           | 24            | 24           | 68    | 163   | Továbbjutott         |
| 5.                      | Jecsmenik Arnold | Zene nélkül mit érek én     | 23               | 24           | 24            | 24           | 67    | 162   | Továbbjutott         |
| 6.                      | Kelemen Laci     | Have You Ever Seen The Rain | 25               | 24           | 25            | 23           | 75    | 172   | Továbbjutott         |
| 7.                      | Balog Brigi      | Egy elfelejtett dal         | 23               | 23           | 23            | 23           | 76    | 168   | Továbbjutott         |
| 8.                      | Szőcs Renáta     | Girls Just Wanna Have Fun   | 24               | 24           | 23            | 23           | 74    | 168   | Továbbjutott         |
| 9.                      | Fazekas Eszter   | Rolling in the Deep         | 20               | 21           | 20            | 22           | 56    | 139   | Veszélyzónába került |
| 10.                     | Kertész Iván     | Mit tehetnék érted          | 25               | 25           | 24            | 23           | 83    | 180   | Továbbjutott         |
| 11.                     | Hegyi Dávid      | Supreme                     | 24               | 24           | 24            | 24           | 76    | 172   | Továbbjutott         |
| 12.                     | Pádár Alexandra  | Non, Je ne regrette rien    | 25               | 25           | 25            | 25           | 80    | 180   | Továbbjutott         |
| Veszélyzónás produkciók |                  |                             |                  |              |               |              |       |       |                      |
| 13.                     | Streiffert Hanna | Egy bolond százat csinál    |                  |              |               |              |       |       | Kiesett              |
| 14.                     | Ossó Balázs      | Every Breath You Take       |                  |              |               |              |       |       | Továbbjutott         |
| 15.                     | Fazekas Eszter   | Read All About It           |                  |              |               |              |       |       | Továbbjutott         |

| – A versenyző, akit a nézők juttatták tovább |
| – A versenyző, akit a zsűri juttatta tovább  |
| – A versenyző, aki kiesett                   |

### Hatodik hét (október 1.)
- Az adás tematikája: Szex, Buli, Rock

Veszélyzónások:
- Kelemen Laci - A versenyzők juttatták ide
- Bene Barbara - A zsűri juttatta ide
- Ossó Balázs - Legkevesebb pontja volt

| – A versenyző, aki a következő héten védettséget élvez |
| – A versenyző, aki veszélyzónába került                |

| Sorrend                 | Versenyző        | Dal                              | Zsűri            | Zsűri        | Zsűri         | Zsűri        | Nézők | Össz. | Eredmény             |
| Sorrend                 | Versenyző        | Dal                              | Keresztes Ildikó | Vastag Csaba | Király Viktor | Pásztor Anna | Nézők | Össz. | Eredmény             |
| ----------------------- | ---------------- | -------------------------------- | ---------------- | ------------ | ------------- | ------------ | ----- | ----- | -------------------- |
| 1.                      | Jecsmenik Arnold | Pálinka dal                      | 24               | 24           | 25            | 24           | 69    | 166   | Továbbjutott         |
| 2.                      | Fazekas Eszter   | Young Hearts Run Free            | 24               | 24           | 24            | 24           | 65    | 161   | Továbbjutott         |
| 3.                      | Illés Adrián     | Részegen ki visz majd haza       | 24               | 24           | 24            | 24           | 75    | 171   | Továbbjutott         |
| 4.                      | Szőcs Renáta     | Fekete rúzs                      | 24               | 24           | 25            | 25           | 80    | 178   | Továbbjutott         |
| 5.                      | Kertész Iván     | Bohemian Rhapsody                | 25               | 25           | 25            | 25           | 75    | 175   | Továbbjutott         |
| 6.                      | Pádár Alexandra  | Don’t Be So Shy                  | 25               | 25           | 25            | 25           | 76    | 176   | Továbbjutott         |
| 7.                      | Ossó Balázs      | Balatoni Nyár                    | 22               | 23           | 22            | 22           | 55    | 144   | Veszélyzónába került |
| 8.                      | Balog Brigi      | Faded                            | 23               | 23           | 21            | 22           | 57    | 146   | Továbbjutott         |
| 9.                      | Budavári Zita    | Elefántos dal                    | 23               | 24           | 25            | 25           | 69    | 166   | Továbbjutott         |
| 10.                     | Gór-Nagy Erika   | So What                          | 24               | 25           | 25            | 25           | 83    | 182   | Továbbjutott         |
| 11.                     | Hegyi Dávid      | Purple Rain (Adam Levine verzió) | 25               | 25           | 25            | 25           | 82    | 182   | Továbbjutott         |
| Veszélyzónás produkciók |                  |                                  |                  |              |               |              |       |       |                      |
| 12.                     | Bene Barbara     | Hajolj bele a hajamba            |                  |              |               |              |       |       | Továbbjutott         |
| 13.                     | Kelemen Laci     | Ünnepélyesen fogadom             |                  |              |               |              |       |       | Továbbjutott         |
| 14.                     | Ossó Balázs      | Too Close                        |                  |              |               |              |       |       | Kiesett              |

| – A versenyző, akit a nézők juttatták tovább |
| – A versenyző, akit a zsűri juttatta tovább  |
| – A versenyző, aki kiesett                   |

### Hetedik hét (október 8.)
- Az adás tematikája: Nemek harca
- Közös produkció: Black or White (Michael Jackson)

Veszélyzónások:
- Budavári Zita - A versenyzők juttatták ide
- Bene Barbara - A zsűri juttatta ide
- Kelemen Laci - Legkevesebb pontja volt

| – A versenyző, aki a következő héten védettséget élvez |
| – A versenyző, aki veszélyzónába került                |

| Sorrend                 | Versenyző        | Dal                                               | Zsűri            | Zsűri        | Zsűri         | Zsűri        | Nézők | Össz. | Eredmény             |
| Sorrend                 | Versenyző        | Dal                                               | Keresztes Ildikó | Vastag Csaba | Király Viktor | Pásztor Anna | Nézők | Össz. | Eredmény             |
| ----------------------- | ---------------- | ------------------------------------------------- | ---------------- | ------------ | ------------- | ------------ | ----- | ----- | -------------------- |
| 1.                      | Illés Adrián     | Simarik                                           | 25               | 25           | 24            | 24           | 84    | 182   | Továbbjutott         |
| 2.                      | Szőcs Renáta     | Nem a miénk az ég                                 | 25               | 24           | 23            | 25           | 76    | 173   | Továbbjutott         |
| 3.                      | Pádár Alexandra  | Let’s Get Loud                                    | 23               | 24           | 25            | 23           | 62    | 157   | Továbbjutott         |
| 4.                      | Gór-Nagy Erika   | Lady Marmalade                                    | 25               | 25           | 25            | 25           | 80    | 180   | Továbbjutott         |
| 5.                      | Hegyi Dávid      | New York, New York                                | 25               | 25           | 24            | 24           | 78    | 176   | Továbbjutott         |
| 6.                      | Kertész Iván     | Seven Nation Army (Marcus Collins cover)          | 23               | 24           | 22            | 23           | 72    | 164   | Továbbjutott         |
| 7.                      | Kelemen Laci     | Nagy utazás                                       | 24               | 23           | 22            | 22           | 64    | 155   | Veszélyzónába került |
| 8.                      | Fazekas Eszter   | Un-Break my heart + From Sarah With Love (Medley) | 22               | 23           | 23            | 24           | 65    | 157   | Továbbjutott         |
| 9.                      | Balog Brigi      | Ég veled                                          | 23               | 23           | 23            | 24           | 72    | 165   | Továbbjutott         |
| 10.                     | Jecsmenik Arnold | Nincs semmi másom                                 | 24               | 24           | 23            | 24           | 75    | 170   | Továbbjutott         |
| Veszélyzónás produkciók |                  |                                                   |                  |              |               |              |       |       |                      |
| 11.                     | Budavári Zita    | Százszor ölelj még                                |                  |              |               |              |       |       | Kiesett              |
| 12.                     | Bene Barbara     | Man! I Feel Like A Woman                          |                  |              |               |              |       |       | Továbbjutott         |
| 13.                     | Kelemen Laci     | When a Man Loves a Woman                          |                  |              |               |              |       |       | Továbbjutott         |

| – A versenyző, akit a nézők juttatták tovább |
| – A versenyző, akit a zsűri juttatta tovább  |
| – A versenyző, aki kiesett                   |

### Nyolcadik hét (október 15.)
- Az adás tematikája: "Őrizd az álmod"
- Közös produkció: Őrizd az álmod (Vastag Tamás és Vastag Csaba)

Veszélyzónások:
- Balog Brigi - A versenyzők juttatták ide
- Jecsmenik Arnold - A zsűri juttatta ide
- Bene Barbara - Legkevesebb pontja volt

| – A versenyző, aki veszélyzónába került |

| Sorrend                 | Versenyző        | Dal                        | Zsűri            | Zsűri        | Zsűri         | Zsűri        | Nézők | Össz. | Eredmény             |
| Sorrend                 | Versenyző        | Dal                        | Keresztes Ildikó | Vastag Csaba | Király Viktor | Pásztor Anna | Nézők | Össz. | Eredmény             |
| ----------------------- | ---------------- | -------------------------- | ---------------- | ------------ | ------------- | ------------ | ----- | ----- | -------------------- |
| 1.                      | Gór-Nagy Erika   | A legnagyobb hős           | 24               | 23           | 23            | 23           | 76    | 169   | Továbbjutott         |
| 2.                      | Hegyi Dávid      | Relight My Fire            | 25               | 25           | 25            | 25           | 76    | 176   | Továbbjutott         |
| 3.                      | Kertész Iván     | Márti dala                 | 25               | 25           | 25            | 25           | 80    | 180   | Továbbjutott         |
| 4.                      | Szőcs Renáta     | Ex's & Oh's                | 23               | 22           | 22            | 22           | 73    | 162   | Továbbjutott         |
| 5.                      | Pádár Alexandra  | Játssz még                 | 25               | 25           | 25            | 25           | 70    | 170   | Továbbjutott         |
| 6.                      | Bene Barbara     | Addicted To You            | 23               | 24           | 22            | 23           | 56    | 147   | Veszélyzónába került |
| 7.                      | Kelemen Laci     | A Little Less Conversation | 24               | 24           | 24            | 23           | 74    | 169   | Továbbjutott         |
| 8.                      | Fazekas Eszter   | Tejút                      | 25               | 25           | 25            | 25           | 78    | 178   | Továbbjutott         |
| 9.                      | Illés Adrián     | Apám hitte                 | 25               | 25           | 25            | 25           | 87    | 187   | Továbbjutott         |
| Veszélyzónás produkciók |                  |                            |                  |              |               |              |       |       |                      |
| 10.                     | Balog Brigi      | Mama Do                    |                  |              |               |              |       |       | Továbbjutott         |
| 11.                     | Jecsmenik Arnold | Ne nézz vissza rám         |                  |              |               |              |       |       | Kiesett              |
| 12.                     | Bene Barbara     | Try                        |                  |              |               |              |       |       | Továbbjutott         |

| – A versenyző, akit a nézők juttatták tovább |
| – A versenyző, akit a zsűri juttatta tovább  |
| – A versenyző, aki kiesett                   |

### Kilencedik hét (október 22.)
Innentől nincs veszélyzóna. A két legkevesebb pontot kapó versenyző esik ki. A versenyzők egy szólóprodukcióval és egy versenytársaikkal közös produkcióval léptek színpadra.
- Az adás tematikája: Magyar dalok

| – A versenyzők, akik kiestek |

| Sorrend          | Versenyző                                                           | Dal                          | Zsűri            | Zsűri        | Zsűri         | Zsűri        | Nézők | Össz. | Eredmény     |
| Sorrend          | Versenyző                                                           | Dal                          | Keresztes Ildikó | Vastag Csaba | Király Viktor | Pásztor Anna | Nézők | Össz. | Eredmény     |
| ---------------- | ------------------------------------------------------------------- | ---------------------------- | ---------------- | ------------ | ------------- | ------------ | ----- | ----- | ------------ |
| 1.               | Bene Barbara                                                        | Ha lemegy a Nap              | 19               | 19           | 18            | 20           | 49    | 125   | Kiesett      |
| 2.               | Szőcs Renáta                                                        | Holnap hajnalig              | 22               | 20           | 21            | 22           | 69    | 154   | Továbbjutott |
| 3.               | Kelemen Laci                                                        | Belehalok                    | 22               | 22           | 24            | 23           | 65    | 156   | Továbbjutott |
| 4.               | Gór-Nagy Erika                                                      | Mennyország tourist          | 24               | 21           | 23            | 20           | 80    | 168   | Továbbjutott |
| 5.               | Pádár Alexandra                                                     | Ha én rózsa volnék           | 25               | 25           | 25            | 25           | 73    | 173   | Továbbjutott |
| 6.               | Kertész Iván                                                        | Gyere őrült!                 | 22               | 23           | 23            | 24           | 79    | 171   | Továbbjutott |
| 7.               | Illés Adrián                                                        | 67-es út                     | 25               | 25           | 24            | 24           | 84    | 182   | Továbbjutott |
| 8.               | Balog Brigi                                                         | El kell, hogy engedj         | 21               | 19           | 21            | 24           | 62    | 147   | Továbbjutott |
| 9.               | Fazekas Eszter                                                      | Egyedül                      | 20               | 17           | 19            | 20           | 50    | 126   | Kiesett      |
| 10.              | Hegyi Dávid                                                         | Gyöngyhajú lány              | 25               | 25           | 25            | 24           | 84    | 183   | Továbbjutott |
| Közös produkciók |                                                                     |                              |                  |              |               |              |       |       |              |
| 11.              | Balog Brigi Szőcs Renáta Fazekas Eszter Hegyi Dávid Kertész Iván    | Száguldás, Porsche, szerelem |                  |              |               |              |       |       |              |
| 12.              | Bene Barbi Gór Nagy Erika Pádár Alexandra Kelemen Laci Illés Adrián | APUVEDDMEG                   | '                | '            | '             | '            | '     | '     | '            |

### Tizedik hét (október 29.)
- Az adás tematikája: Duettek; A versenyzők kedvenc dala
- Közös produkció: All You Need Is Love (The Beatles)

| – A versenyzők, akik kiestek |

| Sorrend         | Versenyző                       | Dal                  | Zsűri            | Zsűri           | Zsűri           | Zsűri           | Nézők           | Össz.           | Eredmény        |                 |                 |
| Sorrend         | Versenyző                       | Dal                  | Keresztes Ildikó | Vastag Csaba    | Király Viktor   | Pásztor Anna    | Nézők           | Össz.           | Eredmény        |                 |                 |
| Duett produkció | Duett produkció                 | Duett produkció      | Duett produkció  | Duett produkció | Duett produkció | Duett produkció | Duett produkció | Duett produkció | Duett produkció | Duett produkció | Duett produkció |
| --------------- | ------------------------------- | -------------------- | ---------------- | --------------- | --------------- | --------------- | --------------- | --------------- | --------------- | --------------- | --------------- |
| 1.              | Gór-Nagy Erika és Illés Adrián  | Ma jól vagyok        | 25               | 23              | 23              | 24              | 74              | 169             |                 |                 |                 |
| 2.              | Balog Brigi és Kertész Iván     | Sosem múlik el       | 23               | 22              | 22              | 23              | 68              | 158             |                 |                 |                 |
| 3.              | Pádár Alexandra és Kelemen Laci | I Got You Babe       | 25               | 25              | 25              | 25              | 71              | 171             |                 |                 |                 |
| 4.              | Szőcs Renáta és Hegyi Dávid     | Summer Nights        | 25               | 25              | 25              | 25              | 88              | 188             |                 |                 |                 |
| Szólóprodukció  |                                 |                      |                  |                 |                 |                 |                 |                 |                 |                 |                 |
| 5.              | Illés Adrián                    | Lehetsz király       | 24               | 22              | 22              | 24              | 76              | 337             | Továbbjutott    |                 |                 |
| 6.              | Kelemen Laci                    | Játszom              | 22               | 17              | 20              | 21              | 56              | 307             | Kiesett         |                 |                 |
| 7.              | Pádár Alexandra                 | Proud Mary           | 25               | 25              | 25              | 24              | 69              | 339             | Továbbjutott    |                 |                 |
| 8.              | Hegyi Dávid                     | And I’m Telling You  | 25               | 24              | 25              | 24              | 76              | 362             | Továbbjutott    |                 |                 |
| 9.              | Gór-Nagy Erika                  | Empire State Of Mind | 23               | 24              | 24              | 24              | 69              | 333             | Továbbjutott    |                 |                 |
| 10.             | Kertész Iván                    | Törj ki a csendből   | 25               | 25              | 24              | 24              | 72              | 328             | Továbbjutott    |                 |                 |
| 11.             | Balog Brigi                     | Say A Little Prayer  | 23               | 24              | 23              | 23              | 53              | 304             | Kiesett         |                 |                 |
| 12.             | Szőcs Renáta                    | The Silence          | 25               | 25              | 24              | 25              | 80              | 367             | Továbbjutott    |                 |                 |

### Tizenegyedik hét (november 5.)
- Az adás tematikája: Egy külföldi dal és egy magyar dal
- Közös produkció: Final Countdown (Europe)

| – A versenyzők, akik kiestek |

| Sorrend | Versenyző       | Dal                                      | Zsűri            | Zsűri        | Zsűri         | Zsűri        | Nézők | Össz. | Eredmény     |
| Sorrend | Versenyző       | Dal                                      | Keresztes Ildikó | Vastag Csaba | Király Viktor | Pásztor Anna | Nézők | Össz. | Eredmény     |
| ------- | --------------- | ---------------------------------------- | ---------------- | ------------ | ------------- | ------------ | ----- | ----- | ------------ |
| 1.      | Gór-Nagy Erika  | Sorskerék                                | 22               | 22           | 20            | 22           | 56    | 299   | Kiesett      |
| 8.      | Gór-Nagy Erika  | Because Of You                           | 23               | 23           | 23            | 24           | 64    | 299   | Kiesett      |
| 2.      | Kertész Iván    | Rise Like A Phoenix                      | 25               | 25           | 25            | 25           | 80    | 349   | Továbbjutott |
| 7.      | Kertész Iván    | Ha szombat este táncol                   | 24               | 25           | 25            | 24           | 71    | 349   | Továbbjutott |
| 3.      | Hegyi Dávid     | Kiss + If I Only Knew (medley)           | 25               | 25           | 25            | 25           | 74    | 356   | Továbbjutott |
| 12.     | Hegyi Dávid     | Érints meg                               | 25               | 25           | 25            | 25           | 82    | 356   | Továbbjutott |
| 4.      | Pádár Alexandra | It's A Man's Man's World                 | 25               | 25           | 25            | 25           | 72    | 331   | Továbbjutott |
| 11.     | Pádár Alexandra | Nem vagyok én apáca                      | 25               | 25           | 25            | 24           | 60    | 331   | Továbbjutott |
| 5.      | Szőcs Renáta    | Szerelem, miért múlsz?                   | 23               | 22           | 22            | 23           | 66    | 335   | Továbbjutott |
| 10.     | Szőcs Renáta    | I Who Have Nothing                       | 25               | 25           | 25            | 25           | 79    | 335   | Továbbjutott |
| 6.      | Illés Adrián    | Szomorú vasárnap (Leander Rising verzió) | 23               | 22           | 22            | 24           | 71    | 317   | Kiesett      |
| 9.      | Illés Adrián    | Ocean Drive                              | 24               | 22           | 23            | 24           | 62    | 317   | Kiesett      |

### Tizenkettedik hét (november 12.)
- Az adás tematikája: Egy a nézők által megszavazott korábban előadott dal; Duett egy sztár-vendéggel; Egy eddig még elő nem adott dal
- Közös produkció: Lehetek én is (Vad Fruttik)

| Sorrend | Versenyző       | Dal                                              | Nézők | Eredmény            |
| ------- | --------------- | ------------------------------------------------ | ----- | ------------------- |
| 1.      | Szőcs Renáta    | Candyman                                         | 62,09 | Győztes 225,45      |
| 5.      | Szőcs Renáta    | Ma van a szülinapom (duett az Alma együttessel)  | 68,50 | Győztes 225,45      |
| 9.      | Szőcs Renáta    | Boldogság gyere haza                             | 65,73 | Győztes 225,45      |
| -       | Szőcs Renáta    | -                                                | 29,13 | Győztes 225,45      |
| 2.      | Kertész Iván    | Gyere, őrült!                                    | 58,17 | 4. helyezett 199,73 |
| 6.      | Kertész Iván    | Maradjatok gyerekek(duett a Kelemen kabátbannal) | 58,75 | 4. helyezett 199,73 |
| 10.     | Kertész Iván    | A szabadság vándorai                             | 54,46 | 4. helyezett 199,73 |
| -       | Kertész Iván    | -                                                | 28,35 | 4. helyezett 199,73 |
| 3.      | Pádár Alexandra | Don’t Be So Shy                                  | 62,78 | 3. helyezett 201,03 |
| 7.      | Pádár Alexandra | Pocsolyába léptem (duett Takáts Tamással)        | 56,07 | 3. helyezett 201,03 |
| 11.     | Pádár Alexandra | (You Make Me Feel Like) A Natural Woman          | 64,11 | 3. helyezett 201,03 |
| -       | Pádár Alexandra | -                                                | 18,07 | 3. helyezett 201,03 |
| 4.      | Hegyi Dávid     | Relight My Fire                                  | 62,70 | 2. helyezett 221,95 |
| 8.      | Hegyi Dávid     | Lady Carneval (duett Peter Sramekkel)            | 70,09 | 2. helyezett 221,95 |
| 12.     | Hegyi Dávid     | Broken Vow                                       | 64,71 | 2. helyezett 221,95 |
| -       | Hegyi Dávid     | -                                                | 24,45 | 2. helyezett 221,95 |

- Extra produkció: Ördög Nóra és Majka: Két utazó (Crystal)
- Extra produkció: a Star Academy zsűrije és énekesei: 7 Years (Lukas Graham)